# Граменица
Граменица (на гръцки: Γραμμενίτσα) е село в дем Арта в близост до река Арахтос и отстоящо на около 5 km от града.